# Orobanche stocksii
Orobanche stocksii är en snyltrotsväxtart som beskrevs av Pierre Edmond Boissier. Orobanche stocksii ingår i släktet snyltrötter, och familjen snyltrotsväxter. Inga underarter finns listade i Catalogue of Life.